# Ronde van Spanje
De Ronde van Spanje (Vuelta Ciclista a España, vaak afgekort tot Vuelta, uitspraak "Bwelta") is een meerdaagse wielerwedstrijd die jaarlijks wordt gehouden in Spanje. Samen met de Tour de France en de Giro d'Italia is het een van de drie Grote Rondes. De Ronde van Spanje werd voor het eerst verreden in 1935 en is sinds 1955 ieder jaar georganiseerd. Sinds 2011 behoort de ronde tot de UCI World Tour, nadat hij in 2008 in de Historische kalender werd opgenomen.
Sinds 1995 wordt de Vuelta in de late zomer (augustus-september) verreden. Daarvoor werd de etappekoers gehouden in het voorjaar (april-mei). De ronde heeft door de verplaatsing naar later in het jaar meer prestige gekregen en is daardoor internationaler van karakter geworden, ook omdat renners die in de Ronde van Frankrijk een teleurstellend seizoen hadden, in de Vuelta hun seizoen willen goedmaken. Een overwinning in de Vuelta wordt nu even belangrijk geacht als een overwinning in de Giro, wat voorheen veel minder was.
De Spanjaard Roberto Heras (2000, 2003, 2004, 2005) en de Sloveen Primoz Roglic (2019, 2020, 2021, 2024) zijn met vier eindzeges tot op heden recordhouder.
Een van de opmerkelijkste edities was die van 1977. De Belg Freddy Maertens leidde het klassement toen vanaf de eerste dag en schreef 13 van de 19 etappes op zijn naam, een absoluut record.
De ronde is acht maal door een Belg gewonnen en tweemaal door een Nederlander.

## Klassementen
Anders dan de Ronde van Frankrijk en de Ronde van Italië, heeft de Ronde van Spanje geen traditionele truien voor de klassementsleiders. In de loop van de jaren zijn de leiderstruien, meestal omdat er dan een nieuwe sponsor is gekomen, herhaaldelijk van kleur en uiterlijk veranderd. De trui voor het algemeen klassement was van 1946 tot 1950 wit, van 1955 tot 1976 geel, in 1977 oranje, van 1978 tot 1998 geel, van 1999 tot 2009 goud en vanaf 2010 rood, dit laatste omdat de goudgele trui verward werd met de gele trui in de Ronde van Frankrijk. De trui voor het puntenklassement is sinds 2009 groen (voorheen blauw met gele vissen en dáárvoor oranje) en de trui voor het bergklassement is vanaf 2010 wit met blauwe bolletjes.
Naast deze drie klassementen heeft de Ronde van Spanje vaak nog een vierde klassement, en ook dat verandert regelmatig. Vanaf 2019 is dit het jongerenklassement, zoals ook gebruikt wordt bij de Ronde van Frankrijk en de Ronde van Italië. De trui voor het jongerenklassement, is net als zijn voorganger wit van kleur. Tot en met 2018 was dat klassement het combinatieklassement, dat berekend werd door de klasseringen in de overige drie klassementen bij elkaar op te tellen. De renner met het laagste aantal punten was leider in het combinatieklassement en krijgt de witte trui (voordien zilvergrijs en daarna oranje-groen). Vaak was dit dezelfde renner als de eindwinnaar van het algemeen klassement. Voordat het combinatieklassement werd ingesteld was er een klassement voor de tussensprints, en daarvoor was er een regelmatigheidsklassement. Sinds 2011 wordt ook een prijs van de strijdlust uitgereikt.

## Bekende beklimmingen
De Ronde van Spanje heeft lange tijd gezocht naar beklimmingen die zich naar status konden meten met de Alpe d'Huez en de Mont Ventoux in de Ronde van Frankrijk, of de Mortirolo in de Ronde van Italië. In 1999 werd voor het eerst gefinisht op de Alto de El Angliru, in Asturië. Deze klim is 12,55 km lang en heeft een gemiddeld stijgingspercentage van 10,1%. De laatste zes kilometer worden beklommen aan meer dan 13% gemiddeld. Het steilste stuk, beter bekend als Cueña les Cabres, op drie kilometer van de top, heeft een percentage van 23,6%. El Angliru is sindsdien zeven keer beklommen, maar heeft al de naam een van de zwaarste beklimmingen uit de wielersport te zijn. De klim staat bekend als 'de verschrikkelijke Angliru' en 'het beest van Asturië'. De organisatie van de Ronde van Spanje liet na 2002 weten dat El Angliru niet snel meer opgenomen zou worden in het parcours. Dit omdat renners in stormweer naar boven moesten en door de hevige regen de auto's niet boven geraakten op de steile stroken. Daardoor moesten bepaalde renners met lekke banden de berg oprijden. Sindsdien is de beklimming echter toch weer enkele malen opgenomen in het parcours.
Andere bekende beklimmingen zijn de Lagos de Covadonga (eveneens in Asturië), de Alto de Abantos, de Sierra Nevada, Arcalis (in Andorra), Rassos de Peguera en Cerler.
De Ronde van Spanje kent over het algemeen meer bergetappes en aankomsten bergop dan de andere twee grote rondes. Wel zijn deze bergetappes gemiddeld iets minder zwaar.

## Lijst van winnaars
* De zege van Heras uit 2005 werd hem twee maanden nadien ontnomen na een positieve test op epo. Deze schorsing is in 2011 echter teruggedraaid, waardoor Heras zijn overwinning heeft teruggekregen.

### Meervoudige winnaars
Renners in het cursief gedrukt zijn renners die nu nog actief zijn.
| Overwinningen | Renner             | Land                | Jaren                     |
| ------------- | ------------------ | ------------------- | ------------------------- |
| 4             | Roberto Heras      | Spanje              | 2000 + 2003 + 2004 + 2005 |
| 4             | Primož Roglič      | Slovenië            | 2019 + 2020 + 2021 + 2024 |
| 3             | Tony Rominger      | Zwitserland         | 1992 + 1993 + 1994        |
| 3             | Alberto Contador   | Spanje              | 2008 + 2012 + 2014        |
| 2             | Gustaaf Deloor     | België              | 1935 + 1936               |
| 2             | Julián Berrendero  | Spanje              | 1941 + 1942               |
| 2             | José Manuel Fuente | Spanje              | 1972 + 1974               |
| 2             | Bernard Hinault    | Frankrijk           | 1978 + 1983               |
| 2             | Pedro Delgado      | Spanje              | 1985 + 1989               |
| 2             | Alex Zülle         | Zwitserland         | 1996 + 1997               |
| 2             | Chris Froome       | Verenigd Koninkrijk | 2011 + 2017               |

### Overwinningen per land
| Overwinningen | Land                                  |
| ------------- | ------------------------------------- |
| 32            | Spanje                                |
| 9             | Frankrijk                             |
| 8             | België                                |
| 6             | Italië                                |
| 5             | Zwitserland                           |
| 4             | Slovenië                              |
| 3             | Duitsland, Verenigd Koninkrijk        |
| 2             | Colombia, Nederland, Verenigde Staten |
| 1             | Ierland, Kazachstan, Rusland          |

## Meeste etappezeges
Renners in het cursief gedrukt zijn renners die nu nog actief zijn.
| #  | Wielrenner          | Nationaliteit | Overwinningen |
| -- | ------------------- | ------------- | ------------- |
| 1  | Delio Rodríguez     | Spanje        | 39            |
| 2  | Alessandro Petacchi | Italië        | 20            |
| 3  | Laurent Jalabert    | Frankrijk     | 18            |
| 3  | Rik Van Looy        | België        | 18            |
| 5  | Sean Kelly          | Ierland       | 16            |
| 6  | Primož Roglič       | Slovenië      | 15            |
| 7  | Gerben Karstens     | Nederland     | 14            |
| 8  | Freddy Maertens     | België        | 13            |
| 8  | Tony Rominger       | Zwitserland   | 13            |
| 8  | Alejandro Valverde  | Spanje        | 13            |
| 11 | Domingo Perurena    | Spanje        | 12            |
| 11 | Marcel Wüst         | Duitsland     | 12            |
| 13 | Julián Berrendero   | Spanje        | 11            |
| 13 | Agustín Tamames     | Spanje        | 11            |
| 15 | John Degenkolb      | Duitsland     | 10            |
| 15 | Roberto Heras       | Spanje        | 10            |
| 15 | Eddy Planckaert     | België        | 10            |

## Buitenlandse starts
- Nederland (2): Assen (2009) en Utrecht (2022)
- Portugal (2): Lissabon (1997 en 2024)
- Frankrijk (1): Nîmes (2017)
- Italië (1): Venaria Reale (2025)
- Monaco (1): Monte Carlo (2026)